# Charbonnier (navire)
Pour les articles homonymes, voir Charbonnier.

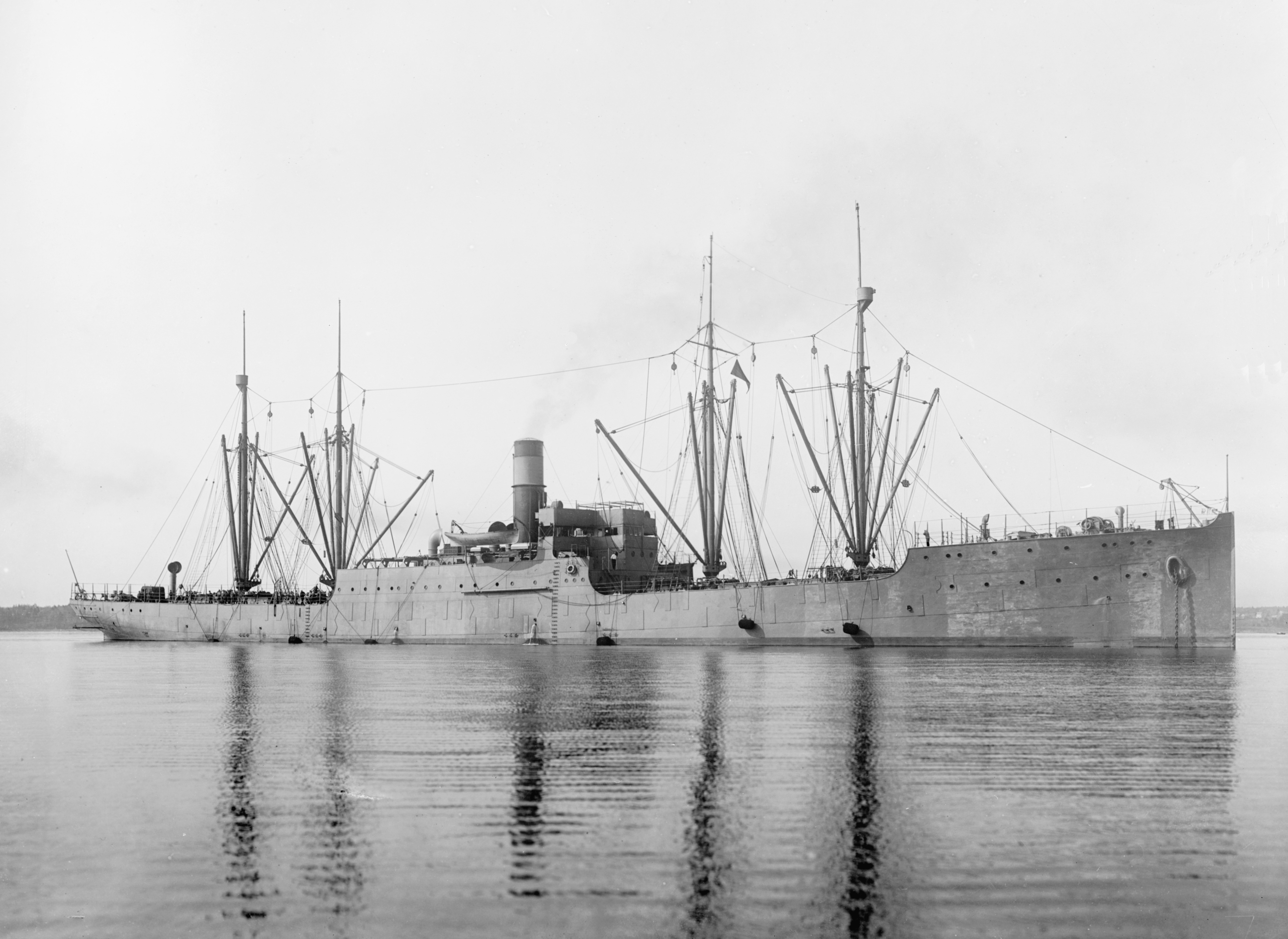
L', charbonnier américain endommagé lors de l'attaque de Pearl Harbor.

Un charbonnier est un navire vraquier destiné à transporter exclusivement du charbon. Les charbonniers étaient également utilisés pour le ravitaillement en charbon des navires, en particulier les navires de guerre.
Les terminaux charbonniers sont les infrastructures portuaires spécialisées dans l'accueil de ce type de navires.

## Histoire

Plage de Brighton,
avec des navires charbonniers, 1824
Victoria and Albert Museum

Le peintre paysagiste John Constable témoigne de la présence de ce type de navire à Brighton en 1824.

## Transport du charbon aujourd'hui
Le transport de charbon par voie maritime a pris de l’ampleur au cours de ces 30 dernières années due notamment a une forte demande de la part des pays asiatiques. Cette demande est directement liée à la consommation d'énergie plus précisément à la production d'électricité. La demande vient principalement de Chine, du Japon et de la Corée du Sud. Elles en viennent donc à importer de grandes quantités depuis l'Australie qui, en 2005, était un des plus grands exportateurs de charbon du monde avec l'Afrique du Sud. Les exportations de charbon australiennes représentaient à elles seules 75 % des exportations vers les pays asiatiques.
Avec cette demande accrue, la construction de vraquiers de plus en plus grands était nécessaire, la Chine, par exemple, a multiplié sa flotte de vraquiers par 4 entre 2004 et 2014 afin de satisfaire sa demande en matières premières.
Avec l'arrivée sur le marché d'un nombre important de vraquiers, les prix de transports n'ont fait que chuter. En 2015, les entreprises ne gagnaient en moyenne plus que 7 000 dollars par jour pour le transport du charbon.
Un problème survient pour les pays dits « proches » l'un de l'autre comme l'Australie et la Chine. La production de charbon est plus rapide que son export. Ceci est principalement dû au fait que l'acheminement par chemin de fer vers le port n'est soit pas assez rapide, soit ne sait pas prendre de quantités suffisantes. De plus, l'infrastructure portuaire n'est pas capable, non plus, de manipuler des quantités toujours plus importantes de minerais, ce qui a pour conséquence une congestion du port. Chaque année, ce problème entraînerait des frais sursitaires extrêmement importants.